# Merluccius paradoxus
Il merluzzo sudafricano  (Merluccius paradoxus Franca, 1960) è un pesce osseo marino appartenente alla famiglia Merlucciidae.

## Descrizione
Molto simile al nasello europeo (Merluccius merluccius), ha una lunghezza media di 40–60 cm e può arrivare a un massimo di circa 80 cm.

## Distribuzione e habitat
Il merluzzo sudafricano è diffuso nell'Oceano Atlantico sud-orientale, lungo la costa dell'Africa meridionale, a sud dell'Angola.
Solitamente si trova ad una profondità compresa tra i 200 e i 850 m, anche se più comunemente sotto i 400 m.

## Alimentazione
Gli esemplari immaturi si nutrono di piccoli pesci e crostacei in acque profonde, in particolare di krill. Gli esemplari maturi invece si nutrono di pesci, crostacei e calamari, in particolare Mysidacea e Euphausiacea.